# 양주십일기
《양주십일기》(揚州十日記)는 중국 명말청초(明末清初) 왕수초(王秀楚)가 쓴 패사(稗史, 소설 형식으로 쓴 역사서)로, 명계패사초편(明季稗史初編)의 하나이다.

## 개요
저자 왕수초는 당시 양주(揚州)에 살던 이름 없는 성민으로 추정되는데, 청(淸) 순치(順治) 2년(1645년) 당시 양주성 공방전과 그 이후의 양주대학살을 자신이 보고 들은 것을 중심으로 묘사하고 있다.
명의 사가법(史可法)이 지키고 있던 양주성은 청 순치 2년 청의 예친왕(予親王) 아이신기오로 도도에 의해 공격당했고, 처절한 전투 끝에 함락되었다(다만 양주는 청군이 침입하기 전부터 규율이 무너질 대로 무너져 있던 남명군의 침략을 먼저 받았다). 성을 함락시킨 청군은 음력 4월 25일부터 5월 5일까지 대규모 학살과 약탈을 저질렀으며, 80만 명에 달하는 양주성 주민들이 청군에 죽임을 당하였다. 이들 시신은 5월 2일(함락 8일째) 청의 점령군의 명령으로 사찰에서 거두어 화장하였다.
청군에 의한 잔학 행위에 대한 묘사를 포함하고 있었기에 청 왕조의 지배 아래서 이 책은 금서로 지정되어 공적으로 간행되지 못하였고, 사본 형태로 비밀리에 유통되었을 뿐이다. 청 가경(嘉慶) 13년(1808년) 그러니까 일본 분카(文化) 5년 이전에 일본에도 전래되었다.
다만 일본에서 유학한 혁명파 지식인들이 현지 도서관에서 발굴하여 역수입했고 만주족을 학살하자는 선전선동에 쓰였던 사실과 저자가 만주족 병사들과 의사소통이 자연스럽게 통하는 것처럼 묘사되어 신빙성에 의문이 있다.
1911년 신해혁명(辛亥革命) 이전에는 청 왕조를 타도하고 한족을 부흥시키자는 이른바 「멸만흥한」(滅満興漢)의 구호와 함께 《양주십일기》가 일종의 바이블 역할을 하고 있었다.